# Daocheng
Daocheng, även känt som Dabba, är ett härad i den tibetanska autonoma prefekturen Garzê i Sichuan-provinsen i sydvästra Kina. Den ligger omkring 420 kilometer sydväst om provinshuvudstaden Chengdu.